# 부치나스코
부치나스코(롬바르디아어: Buccinasch lmo)는 밀라노 광역시에 위치한 코무네로, 밀라노 남서쪽으로 약 7 킬로미터 (4 mi) 떨어져 있는 이탈리아 롬바르디아주의 한 지역이다.

## 역사
이 코무네는 1841년에 부치나스코 카스텔로, 로비도, 로마노 방코, 구도 감바레도를 합병하여 만들어졌으며, 1871년에는 그란치노와 론케토 술 나빌리오(후자는 1923년에 밀라노에 합병됨)를 추가로 합병했다. 1950년대까지는 농업 중심지였으나, 이후 이탈리아 남부에서 온 꾸준한 이민으로 인해 로마노 방코가 인구 면에서 다른 소도시들을 능가하게 되었고, 현재는 코무네의 주요 산업 및 행정 지역이다.

## 주요 명소
- 14세기 후반에 지어져 15세기와 16세기에 개조된 비스콘티성 (it)
- 빌라 두리니-보로메오 (16세기)